# Oron (Mosel·la)
Oron és un comú francès al departament del Mosel·la (regió del Gran Est). L'any 2007 tenia 109 habitants.

## Geografia
Oron és un comú rural, ja que és un dels comuns de densitat baixa o molt baixa, en el sentit de la quadrícula de densitat municipal de l'INSEE.
A més, el comú forma part de la zona d'atracció de Metz, essent un dels comuns de la corona. Aquesta zona, que inclou 245 comuns, es classifica en àrees de 200.000 a menys de 700.000 habitants.

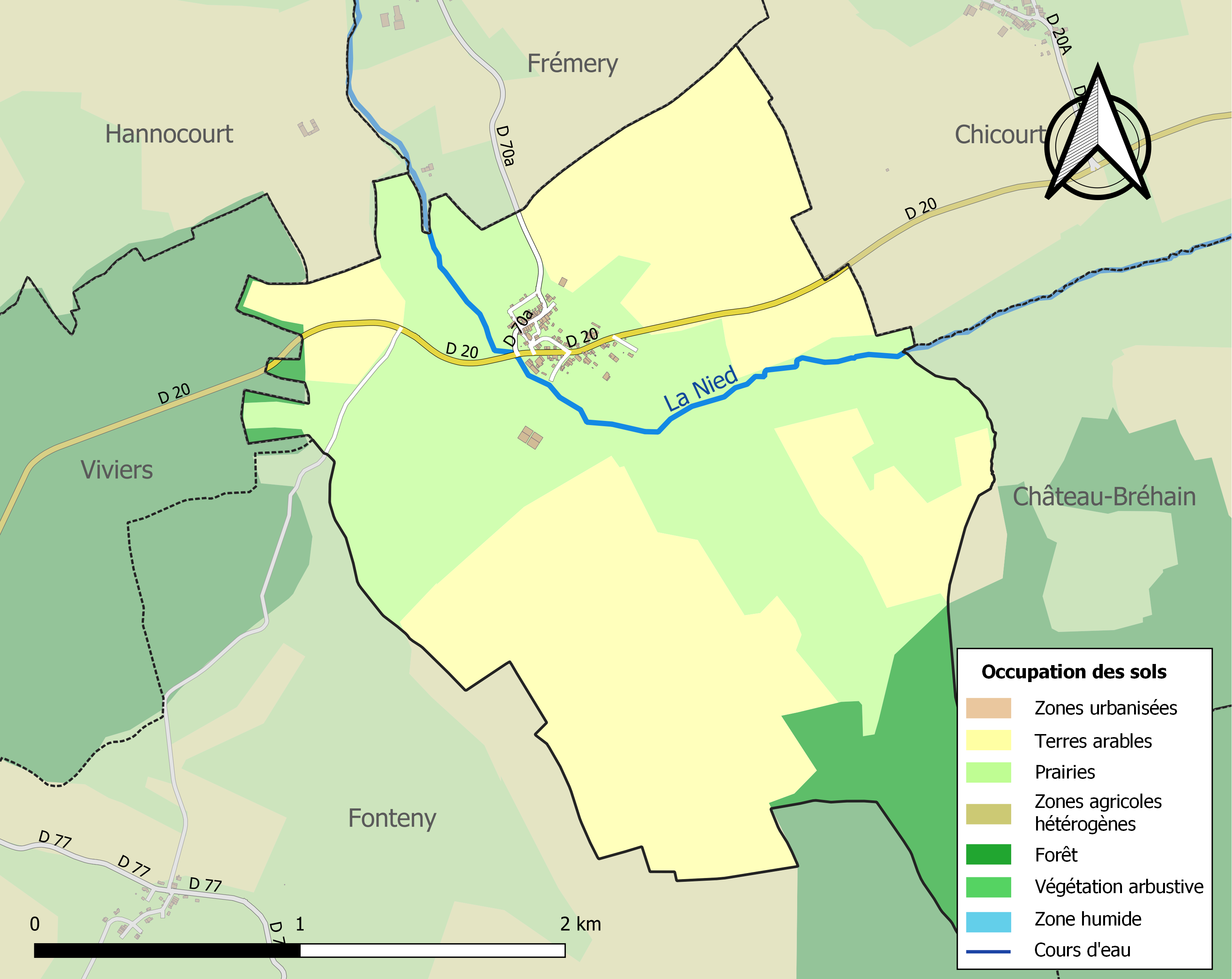
Mapa d'infraestructures i usos del sòl al comú l'any 2018 (CLC).

La cobertura del sòl del comú, tal com es desprèn de la base de dades biofísica europea de cobertures del sòl CORINE Land Cover (CLC), està marcada per la importància del sòl agrícola (92,1% el 2018), una proporció idèntica a la de 1990 (92%). La distribució detallada del 2018 és la següent: terres de conreu (50,2%), prats (41,9%), boscos (7,9%).
L'IGN també ofereix una eina en línia per comparar l'evolució en el temps de l'ús del sòl al comú (o territoris a diferents escales). S'hi pot accedir en forma de mapes o fotografies aèries diverses èpoques: el carta Cassini (segle xviii), la carta d'état-major (1820-1866) i el període actual (des del 1950).

## Demografia
El 2007 la població de fet d'Oron era de 109 persones. Hi havia 41 famílies, de les quals 12 eren unipersonals (4 homes vivint sols i 8 dones vivint soles), 17 parelles sense fills i 12 parelles amb fills.
La població ha variat segons el següent gràfic:
La piràmide de població per edats i sexe el 2009 era:
| Homes | Edats   | Dones |
| ----- | ------- | ----- |
| 0     | 95 o +  | 0     |
| 0     | 90 a 94 | 0     |
| 0     | 85 a 89 | 12    |
| 0     | 80 a 84 | 0     |
| 0     | 75 a 79 | 0     |
| 8     | 70 a 74 | 4     |
| 0     | 65 a 69 | 4     |
| 0     | 60 a 64 | 0     |
| 4     | 55 a 59 | 4     |
| 4     | 50 a 54 | 0     |
| 8     | 45 a 49 | 8     |
| 0     | 40 a 44 | 4     |
| 0     | 35 a 39 | 4     |
| 0     | 30 a 34 | 0     |
| 0     | 25 a 29 | 0     |
| 0     | 20 a 24 | 4     |
| 4     | 15 a 19 | 4     |
| 0     | 10 a 14 | 4     |
| 0     | 5 a 9   | 8     |
| 0     | 0 a 4   | 0     |

## Habitatges
El 2007 hi havia 45 habitatges, 43 eren l'habitatge principal de la família i 2 estaven desocupats. Tots els 45 habitatges eren cases. Dels 43 habitatges principals, 38 estaven ocupats pels seus propietaris, 3 estaven llogats i ocupats pels llogaters i 1 estava cedit a títol gratuït; 2 tenien tres cambres, 5 en tenien quatre i 35 en tenien cinc o més. 42 habitatges disposaven pel capbaix d'una plaça de pàrquing. A 19 habitatges hi havia un automòbil i a 20 n'hi havia dos o més.

## Economia
El 2007 la població en edat de treballar era de 65 persones, 46 eren actives i 19 eren inactives. De les 46 persones actives 42 estaven ocupades (20 homes i 22 dones) i 4 estaven aturades (2 homes i 2 dones). De les 19 persones inactives 6 estaven jubilades, 10 estaven estudiant i 3 estaven classificades com a «altres inactius».
Activitats econòmiques
Dels 2 establiments que hi havia el 2007, 1 era d'una empresa alimentària i 1 d'una entitat de l'administració pública.
L'únic establiment comercial que hi havia el 2009 era una fleca.
L'any 2000 a Oron hi havia 3 explotacions agrícoles.

## Poblacions properes
El següent diagrama mostra les poblacions més properes.